# Chlumská
Chlumská je malá vesnice, část obce Ježovy v okrese Klatovy v Plzeňském kraji. Nachází se asi 2,5 kilometru jižně od Ježov. Prochází zde silnice II/184. Je zde evidováno 14 adres. V roce 2011 zde trvale žilo osmnáct obyvatel.
Chlumská je také název katastrálního území o rozloze 1,99 km².

## Historie
První písemná zmínka o vesnici pochází z roku 1379.

## Obyvatelstvo
| Rok            | 1869 | 1880 | 1890 | 1900 | 1910 | 1921 | 1930 | 1950 | 1961 | 1970 | 1980 | 1991 | 2001 | 2011 | 2021 |
| -------------- | ---- | ---- | ---- | ---- | ---- | ---- | ---- | ---- | ---- | ---- | ---- | ---- | ---- | ---- | ---- |
| Počet obyvatel | 91   | 89   | 73   | 85   | 95   | 80   | 89   | 39   | 40   | 47   | 33   | 23   | 27   | 18   | 25   |
| Počet domů     | 13   | 13   | 13   | 13   | 13   | 13   | 15   | 15   | 15   | 12   | 9    | 14   | 14   | 14   | 14   |

## Obecní správa
Při sčítání lidu v letech 1850–1963 Chlumská byla osadou obce Trnčí v okrese Klatovy. V letech 1964–1979 byla částí obce Ježovy v okrese Klatovy. Od 1. ledna 1980 do 23. listopadu 1990 byla částí městyse Chudenice v okrese Klatovy. Od 24. listopadu 1990 je opět částí obce Ježovy v okrese Klatovy.

## Galerie

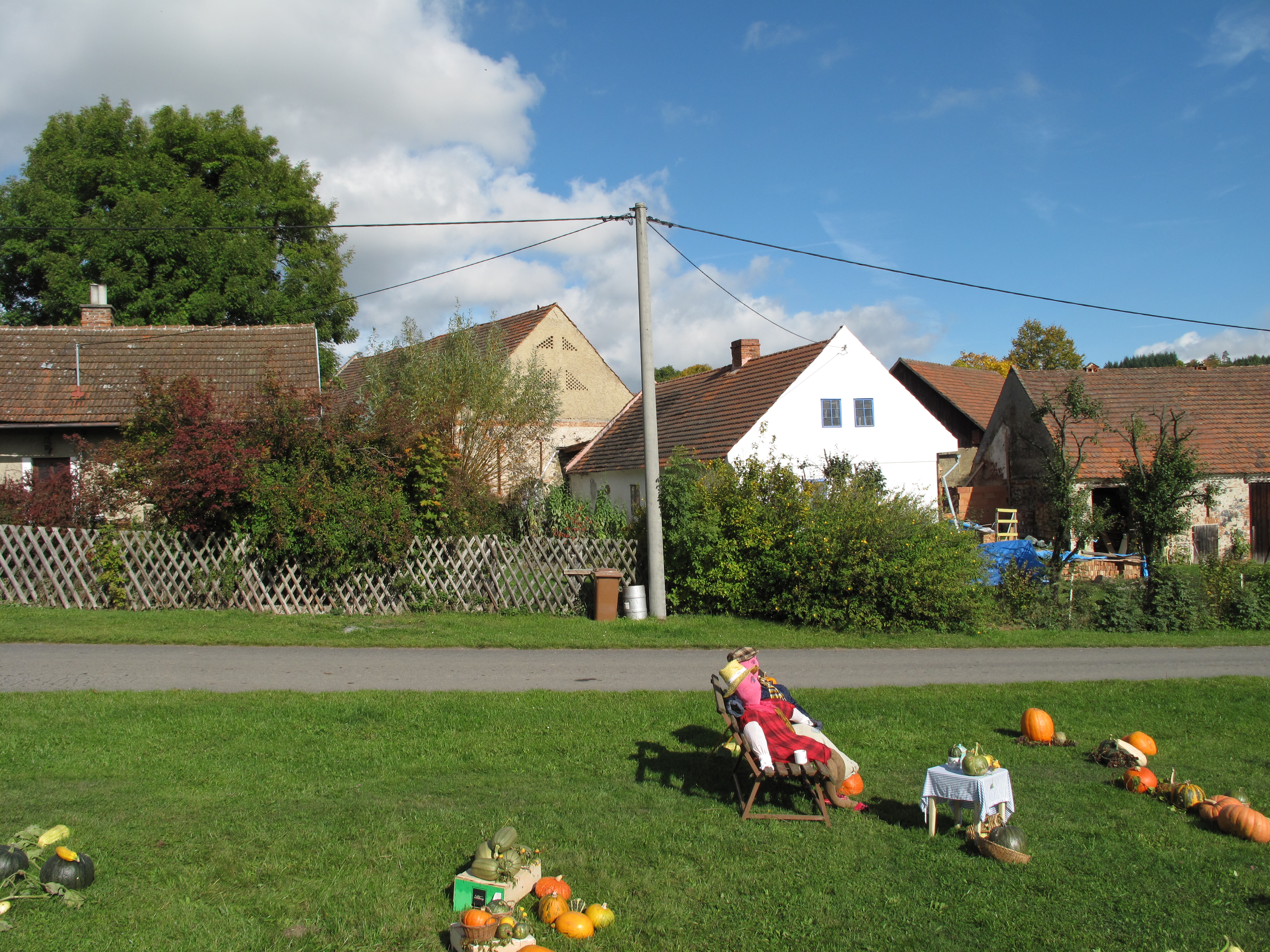
Louka
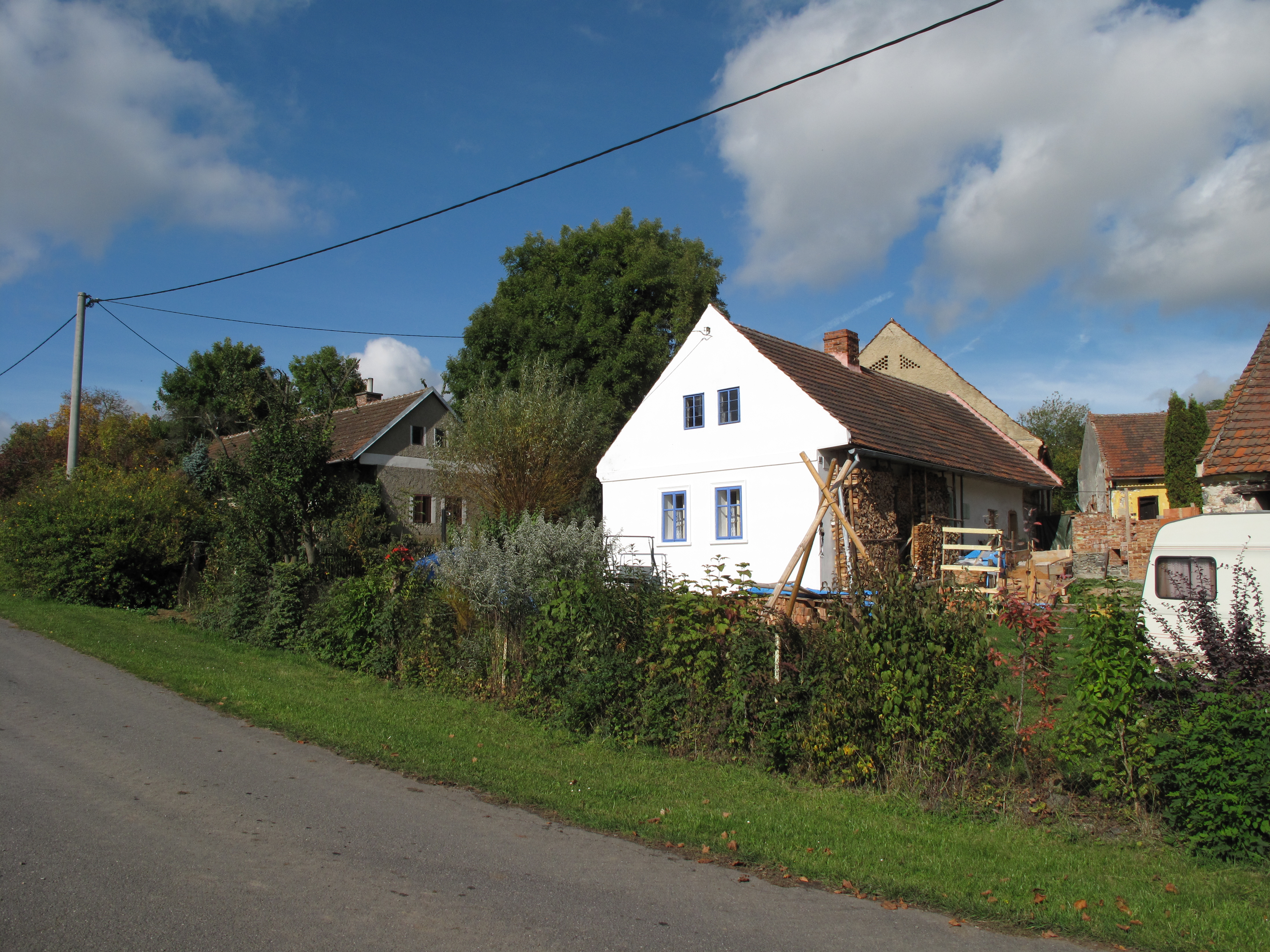
Domy
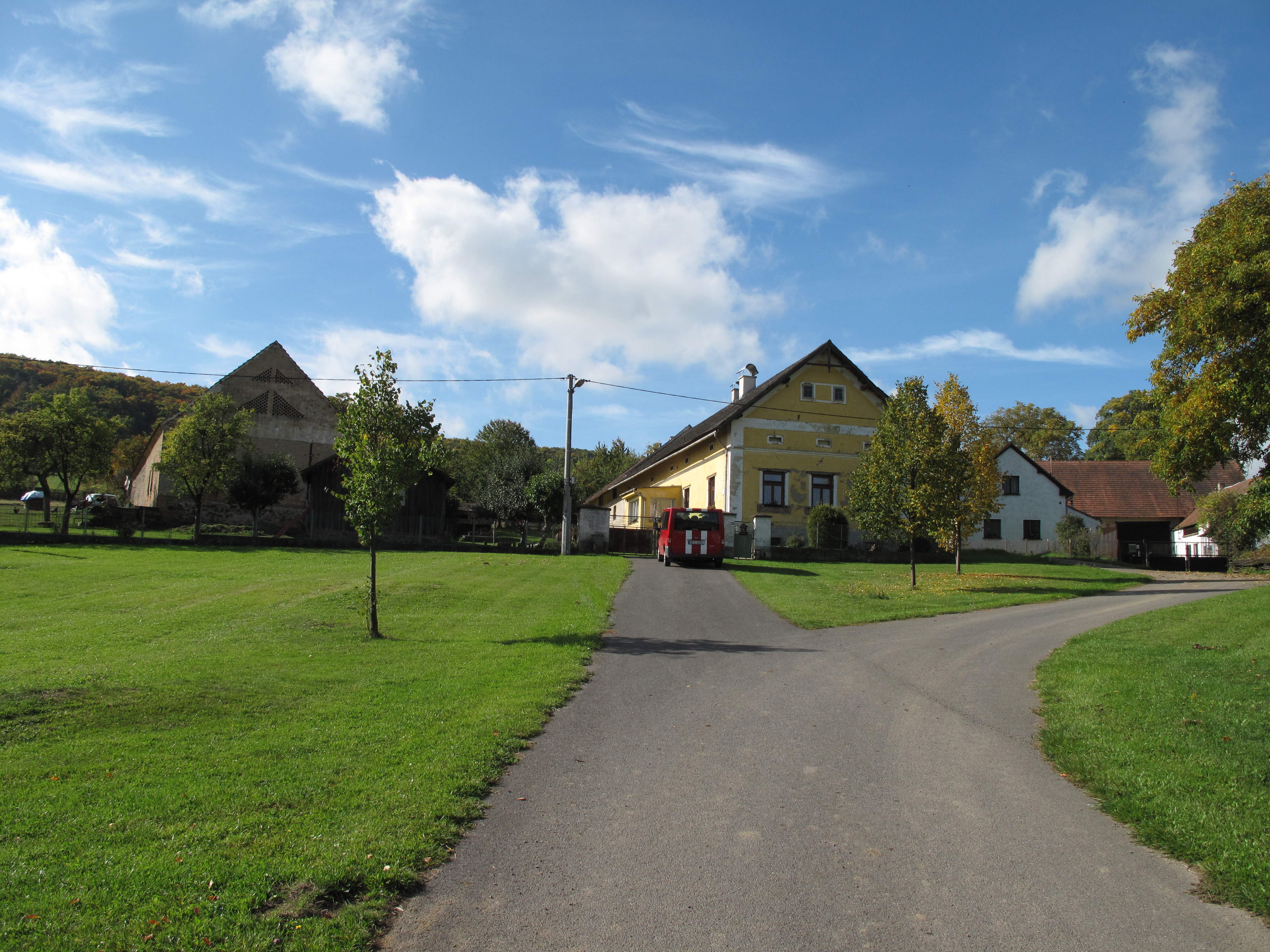
Louka